# Ben Greet
Sir Philip Barling Greet, detto Ben (Londra, 24 settembre 1857 – Londra, 17 maggio 1936), è stato un attore e direttore teatrale inglese.

## Biografia

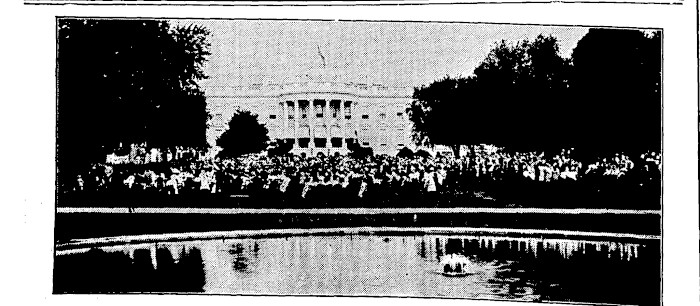
La Ben Greet Players alla Casa Bianca (1911)

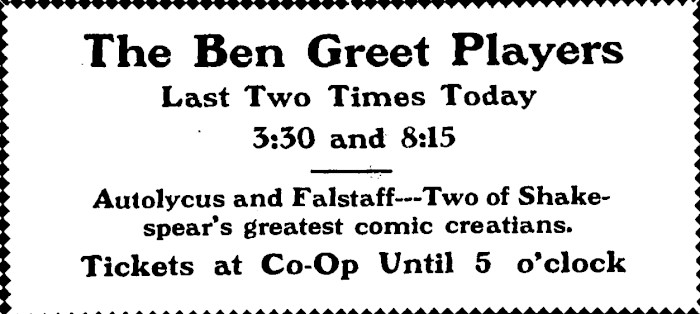
Pubblicità nel Daily Illini per la Ben Greet Players

Figlio del capitano della marina militare inglese William Greet e di Sarah Barling, Greet, nacque proprio a bordo della nave militare H.M.S. Crocodile, risultando il più giovane della numerosa famiglia, composta da cinque sorelle e due fratelli.
Venne educato e istruito alla Royal Naval School presso New Cross.
I suoi genitori prospettarono per lui una carriera da ufficiale nella marina militare oppure da religioso, invece Greet divenne un insegnante in una scuola privata a Worthing.  Suo fratello WIlliam svolse l'attività di manager teatrale e solamente l'altro fratello Thomas abbracciò la carriera nella Royal Navy.
Greet iniziò la sua carriera artistica quando era ancora poco più che un bambino, quando visitò assiduamente i teatri di Greenwich e di Woolwich per osservare le prove delle produzioni shakesperiane, dei melodrammi vittoriani ed altre recite.
Dopo aver recitato a scuola, già dall'età di dieci anni fece delle fugaci apparizioni in opere come l'Otello.
La sua prima performance come attore professionale la effettuò nel 1879 nella compagnia di J. W. Gordon's Stock al Theatre Royal di Southampton, impegnata nella messinscena di un melodramma irlandese.
Nei tre anni successivi Greet si esibì al Theatre Royal in Margate, dove ebbe l'opportunità di lavorare con i migliori artisti del suo tempo.
Dopo la parentesi di Margate, Greet ritornò a Londra per unirsi alla compagnia di Walls operante al Gaiety Theatre.
Dopo qualche anno Greet divenne membro della compagnia di Minnie Palmer al Grand Theatre in Islington.
Una delle sue esperienze più positive e fortunate di questo periodo fu una produzione di Romeo e Giulietta al Lyceum Theatre, nel 1884, che rimase in cartellone per oltre cento serate.
Nel 1883 Greet, dopo una già lunga gavetta fondò una sua compagnia, la Ben Greet Players, con la quale rivisitò il repertorio teatrale inglese classico attraversando il Paese in lungo ed in largo per almeno un ventennio.
Nel 1901 realizzò con W. Poel l'antica 'moralità' Everyman ("Ognuno", da cui Hugo von Hofmannsthal si ispirò per il suo Jederman), che gli consentì di coronare un suo sogno e di allestire con successo una serie di date negli Stati Uniti d'America. Nel corso della tournée americana ebbe l'onore di accogliere tra gli spettatori anche il presidente Roosevelt.
Due anni dopo rientrò in patria e qualche tempo prima che scoppiasse la prima guerra mondiale assunse la direzione dell'Old Vic Theatre, dove rimase per quattro anni, producendo e curando trentacinque opere, tra cui ventitré di Shakespeare, altre di Oliver Goldsmith e di Richard Brinsley Sheridan. In questo periodo realizzò una importante campagna di diffusione ed educazione culturale, invitando oltre quattrocento scuole a collaborare con la sua compagnia teatrale nell'allestimento dei lavori di Shakespeare; questo suo impegno ottenne riconoscimenti ed apprezzamenti da parte di Istituzioni nazionali, quali l'Education Committee of Britain, nel 1929 e di autorità quali il re George V.
Successivamente diresse una compagnia classica stabile a Londra e nel 1936 interruppe la sua carriera interpretando Il mercante di Venezia di Shakespeare.
Molti membri della sua compagnia divennero popolari star sia teatrali sia del cinema, quali Sybil Thorndike e sir Henry Irving.